# گذرنامه قطری
گذرنامهٔ قطری یک مدرک سفر بین‌المللی است که توسط کشور قطر صادر می‌شود و بنا بر داده‌های سال ۲۰۲۵، دارندگان آن می‌توانستند به ۱۰۵ کشور دیگر بدون دریافت ویزا سفر کنند یا ویزا را در بدو ورود دریافت نمایند. این گذرنامه بر اساس رتبه‌بندی شاخص گذرنامهٔ هنلی در سال ۲۰۲۵ در رتبهٔ ۵۰ قرار داشت.

## مسافرت بدون ویزا
در سال ۲۰۲۵، شهروندان قطر بدون نیاز به ویزا یا با دریافت ویزا به هنگام ورود به ۱۰۵ کشور و منطقه در دنیا می‌توانند سفر کنند که از این حیث، با توجه به فهرست محدودیت‌های ویزا، گذرنامه قطری دررده ۵۰ام جهان قرار می‌گیرد. شهروندان قطر مجاز به ورود بدون ویزا به برخی کشورها از جمله ژاپن، روسیه، چین، برزیل، استرالیا، عربستان سعودی، امارات متحده عربی و کویت هستند. 

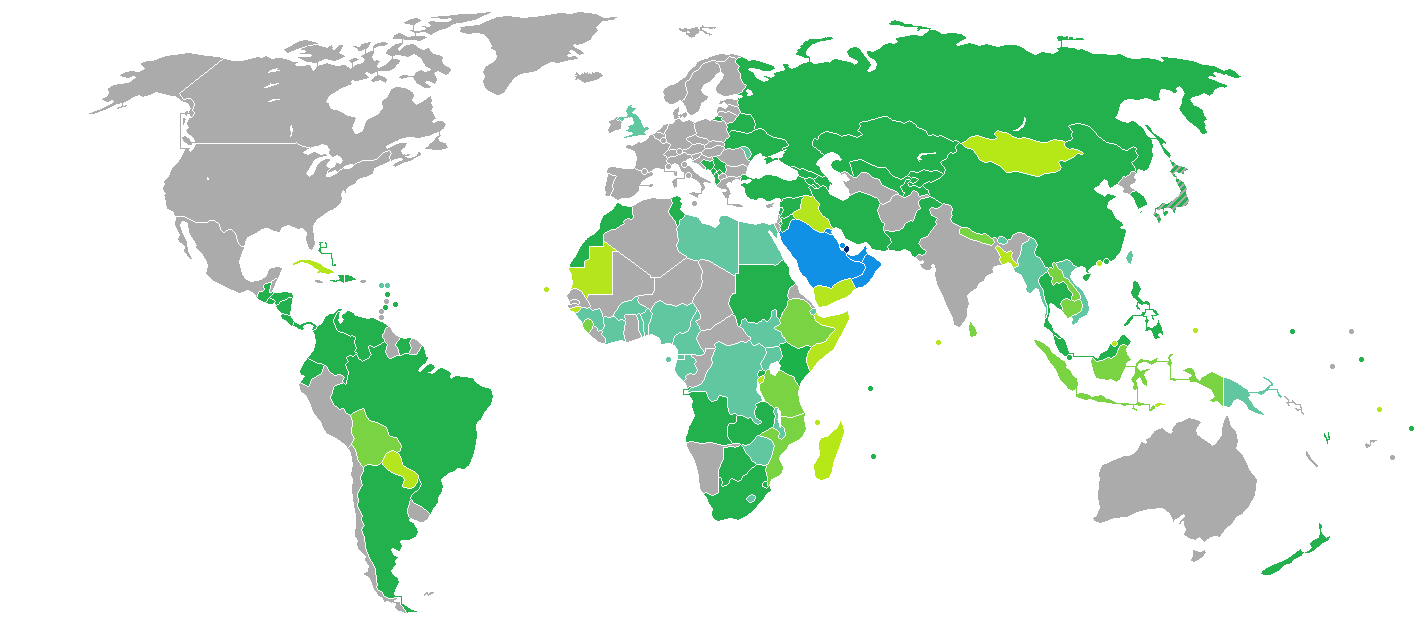
کشورها و مناطق دنیا برحسب نیاز یا عدم نیاز به ویزا برای سفر برای دارندگان گذرنامه‌های عادی قطری